# U.S. National Championships 1949
Gli U.S. National Championships 1949 (conosciuti oggi come US Open) sono stati la 69ª edizione degli U.S. National Championships e quarta prova stagionale dello Slam per il 1949. I tornei di singolare e doppio misto si sono disputati al West Side Tennis Club nel quartiere di Forest Hills di New York, quelli di doppio maschile e femminile al Longwood Cricket Club di Chestnut Hill, negli Stati Uniti.
Il singolare maschile è stato vinto dallo statunitense Pancho Gonzales, che si è imposto sul connazionale Ted Schroeder in cinque set col punteggio di 16–18, 2–6, 6–1, 6–2, 6–4.
Il singolare femminile è stato vinto dalla statunitense Margaret Osborne duPont, che ha battuto in finale la connazionale Doris Hart. Nel doppio maschile si sono imposti John Bromwich e Bill Sidwell. Nel doppio femminile hanno trionfato Louise Brough e Margaret Osborne.  Nel doppio misto la vittoria è andata a Louise Brough, in coppia con Eric Sturgess.

## Seniors

### Singolare maschile
Pancho Gonzales ha battuto in finale  Ted Schroeder con il punteggio di 16–18, 2–6, 6–1, 6–2, 6–4.

### Singolare femminile
Margaret Osborne duPont ha battuto in finale  Doris Hart con il punteggio di 6–3, 6–1.

### Doppio maschile
John Bromwich /  Bill Sidwell hanno battuto in finale  Frank Sedgman /  George Worthington con il punteggio di 6–4, 6–0, 6–1.

### Doppio femminile
Louise Brough /  Margaret Osborne hanno battuto in finale  Shirley Fry /  Doris Hart con il punteggio di 6–4, 10–8.

### Doppio misto
Louise Brough /  Eric Sturgess hanno battuto in finale  Margaret Osborne duPont /  Bill Talbert con il punteggio di 4–6, 6–3, 7–5.